# Bréhan
Bréhan település Franciaországban, Morbihan megyében. Lakosainak száma 2298 fő (2022. január 1.). Bréhan La Chèze, Saint-Étienne-du-Gué-de-l’Isle, Pleugriffet, Crédin, Rohan, Saint-Barnabé, Forges de Lanouée és Plumieux községekkel határos.

## Népesség
A település népességének változása:
| Lakosok száma | 1885 | 2257 | 2284 | 2311 | 2330 | 2322 | 2305 | 2289 | 2291 | 2298 |
|               | 1968 | 1982 | 1990 | 2006 | 2013 | 2015 | 2017 | 2019 | 2020 | 2022 |